# Zaanferry

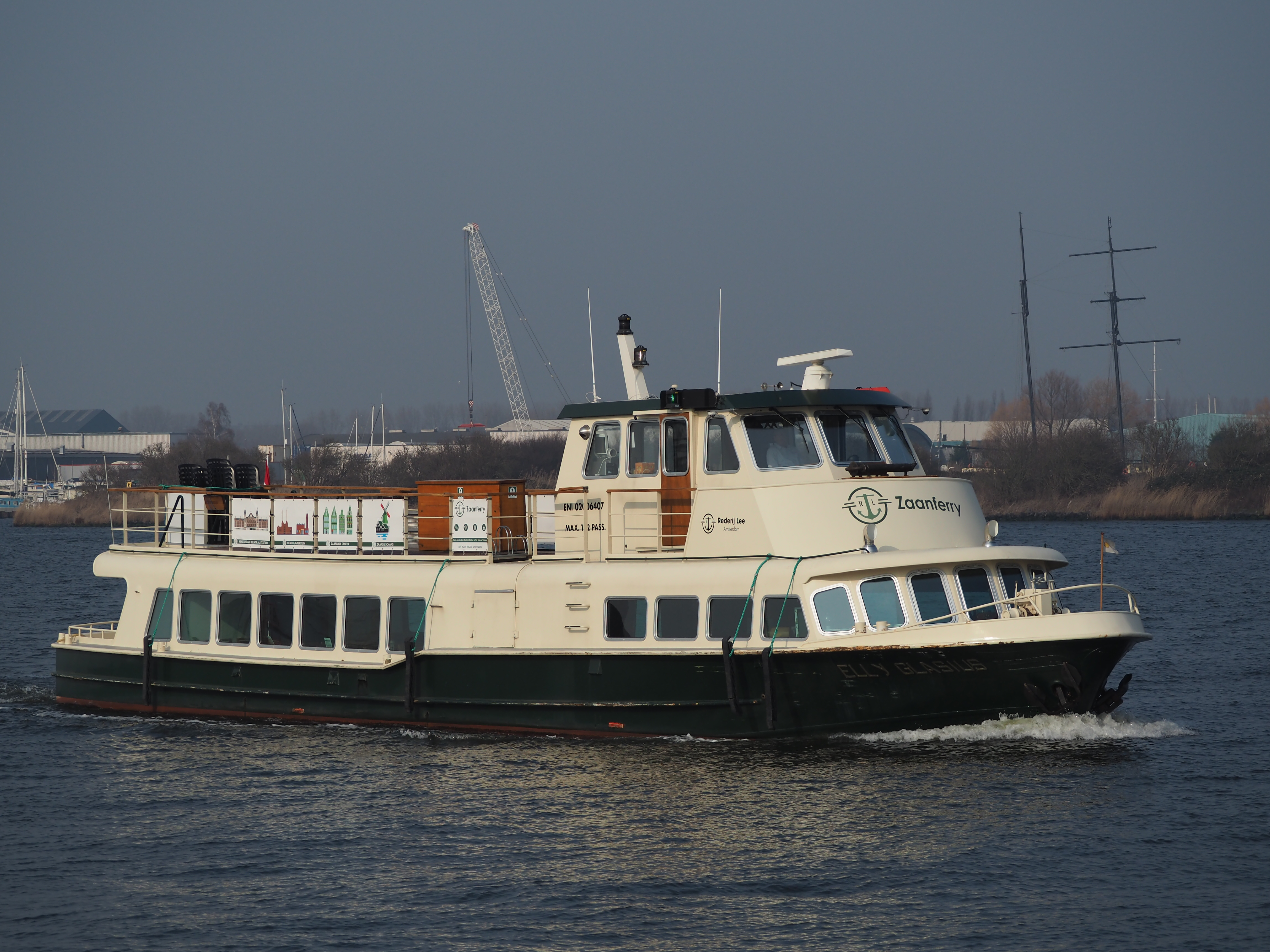
Zaanferry

De Zaanferry was een veerverbinding die van januari 2018 tot 30 september 2022 voer tussen Amsterdam en de Zaanse Schans, geëxploiteerd door rederij Lee. De Zaanferry deed meerdere haltes aan, verdeeld in twee zones: van Amsterdam naar Zaandam en van Zaandam naar Wormerveer.

## Geschiedenis
De basis voor deze veerverbinding werd gelegd in 2009, toen de rederij de Elly Glasius verwierf, een passagiersschip dat in 1965 werd gebouwd in opdracht van rederij Koppe om enkele jaren als veerboot Amsterdam met Marken te verbinden. Nadat deze rederij in 1972 opgeheven werd kwam de Elly Glasius in de pleziervaart terecht. De veerboot is na de aankoop in 2009 door rederij Lee grondig gerenoveerd en gemoderniseerd en werd daarna als veerboot ingezet.
De rederij heeft ook twee elektrische rondvaartboten laten bouwen voor het aansluitende traject Zaandam - Wormerveer, de Zaanferry 1 en 2. De doelgroep van deze veerverbinding bestond zowel uit buitenlandse toeristen als uit dagjesmensen, als alternatief voor de bussen waarop mensen nu vooral aangewezen zijn als ze de Zaanse Schans willen bezoeken en om ook de rest van de Zaanstreek voor toeristen te ontsluiten.

## Dienstregeling
De Zaanferry verzorgde het hele jaar door een vaste lijndienst van donderdag tot en met zondag, in de zomer tussen Station Amsterdam Centraal en Wormerveer (met overstap), in de winter tussen Station Amsterdam Centraal en de Zaanse Schans (zonder overstap en behalve op zondag, dan vaarden zij alleen tussen Station Amsterdam Centraal en Zaandam Centrum).